# Parastalita stygia
Parastalita stygia är en spindelart som först beskrevs av Joseph 1882.  Parastalita stygia ingår i släktet Parastalita och familjen ringögonspindlar. Inga underarter finns listade i Catalogue of Life.